# Who's Who (travhäst)
Who's Who, född 25 mars 2014 på Menhammar stuteri i Ekerö i Stockholms län, är en svensk varmblodig travhäst. Han tränas av Pasi Aikio och körs av Örjan Kihlström. Namnet sägs han ha fått eftersom han är väldigt lik sin pappa Maharajah, både till utseende och i lopp.
Who's Who började tävla i september 2017 och inledde karriären med två raka segrar. Han har till maj 2021 sprungit in 11 miljoner kronor på 37 starter varav 19 segrar, 3 andraplatser och 2 tredjeplatser. Han har tagit karriärens hittills största segrar i Svenskt Travderby (2018), Norrbottens Stora Pris (2021), Hugo Åbergs Memorial (2021) och Paralympiatravet (2022). Han har även segrat i Klass II-final (april 2018), Jubileumspokalen (2019) och Malmö Stads Pris (2020). Han har kommit på andraplats i Åby Stora Pris (2020), Harper Hanovers Lopp (2021) och på tredjeplats i Sundsvall Open Trot (2020).
Han utsågs till Årets 4-åring (2018).

## Karriär

### Tiden som unghäst
Who's Who gjorde karriärens första start och tog sin första seger den 13 september 2017 i ett treåringslopp på Solvalla. Han kördes av Örjan Kihlström, som kom att bli hans ordinarie kusk. Debuten följdes upp med ytterligare en seger den 29 september 2017 på Solvalla där han ledde från start till mål.
Han gjorde sin första start på V75 i ett Klass II-försök den 24 mars 2018 på Mantorpstravet, ett lopp som han vann med en hals före tvåan Total Recall. Han segrade därefter även i Klass II-finalen den 7 april 2018 på Solvalla, då körd av kusken Torbjörn Jansson eftersom Kihlström inte kunde delta denna tävlingsdag på grund av sjukdom.
Who's Who segrade i den prestigefyllda finalen av Svenskt Travderby den 2 september 2018 på Jägersro. Segern togs på tiden 1.12,0, vilket var nytt rekord i en Derbyfinal och nytt svenskt rekord för fyraåringar. Med denna seger gick han också om Makethemark som Maharajahs vinstrikaste avkomma (Makethemark gick emellertid om Who's Who igen 2019).
Han följde upp Derbysegern med flera starka prestationer. Den 29 september 2018, under årets Kriteriehelg på Solvalla, segrade han i uttagningsloppet till finalen av Europaderbyt Grand Prix l'UET. Finalen gick av stapeln den 12 oktober 2018 på Vincennesbanan i Paris. Han kom där på fjärdeplats. Han var sedan tillbaka i vinnarspåret den 28 oktober 2018 då han segrade i semifinalen av Breeders' Crown för 4-åriga på Solvalla. Finalen kördes den 11 november 2018 på Sundbyholms travbana och blev sista loppet för året för Who's Who. Han var en av loppets favoritspelade hästar, men han slutade oplacerad. Han kördes av Torbjörn Jansson sedan ordinarie kusk Kihlström istället valt att köra Perfect Spirit.
För framgångarna under 2018 utsågs han till "Årets 4-åring" vid Hästgalan.

### Stegen in i eliten
Efter framgångarna som unghäst med segern i Svenskt Travderby 2018 som höjdpunkten började Who's Who tävla i den äldre eliten under 2019. Han gjorde årets första start den 15 maj 2019 på Solvalla och segrade med fem längder före Dibaba. Nästa uppgift blev debut i Gulddivisionen. Loppet kördes den 1 juni 2019 på Mantorpstravet och han kom på andraplats, slagen av Racing Mange som segrade från ledningen. Samtidigt slog han elithästar som On Track Piraten och Rajesh Face.
Who's Who siktades därefter mot sommarens stora mål Jubileumspokalen. Han segrade i första Jubileumstestet den 19 juni 2019 och även i ett femåringslopp på Sundbyholms travbana den 17 juli. Den 14 augusti 2019 kördes Jubileumspokalen, och han segrade där på tiden 1.11,0 över 2140 meter vilket blev den fjärde snabbaste vinnartiden i loppets historia.
Efter sitt framgångsrika 2019 blev han en av fyra nominerade hästar till titeln "Årets Äldre" vid Hästgalan. Han förlorade utmärkelsen som istället vanns av Readly Express.